# Christian Petr
Christian Petr, né le 8 février 1951 à Paris et mort le 3 juillet 2016 à Créteil,, est un écrivain et professeur de littérature générale et comparée à l'université d'Avignon.

## Biographie
Professeur de littérature générale et comparée à l'université d'Avignon et spécialiste de l'Inde, Christian Petr est également président de l'association Les Amis de Roger Vailland et vice-président de la section avignonnaise des universités populaires du théâtre. Il a séjourné et enseigné en Inde, en ex-Yougoslavie (Sarajevo) et au Cameroun.
Il est l'auteur de nouvelles (pour la plupart parues dans  Ça presse, bulletin de l'Urdla), de nombreuses préfaces, de romans, d'essais et de textes pour le théâtre publiés chez Kailash, Le Temps des cerises, Gallimard, ou aux Éditions du Rocher. Il a participé à de nombreux ouvrages en collaboration.

## Œuvres
- Le devenir écrivain de Roger Vailland, Aux amateurs de livres, 1988
- Romans d'Afrique, Éditions Nouvelles du Sud, 1993
- Roger Vailland : éloge de la singularité, Éditions du Rocher, 1995
- L'Inde des romans, Kailash Éditions, 1995
- Sarajevo, le miroir brisé, Le Temps des Cerises, 1995
- Rêve indien, Kailash Éditions, 1996
- La P… des Corps Saints, dessin original de Max Schoendorff, Le Temps des Cerises, 1997
- Ganesh, Éditions Kailash, 1999
- Chers Seins, Le Temps des Cerises, 1999
- Le réalisme socialiste, ce bel inconnu, en collaboration avec René Ballet, Le Temps des Cerises, 1999
- Quand les écrivains s'arrêtaient à Ceylan (anthologie), Kailash Éditions, 1999
- Voleurs de vie (texte théâtral), Le Temps des Cerises, 2000
- Éloge du traître, Urdla, Villeurbanne, 2001[9]
- Bombay-Mumbai : promenade, Kailash Éditions, 2002
- An Anthology of French Contemporary Poetry, en collaboration avec Michel Bulteau, Rupa & Co,  2001
- De l'art sous X, Le Temps des Cerises, 2004
- L’usage de l’Inde dans les littératures française et européenne (XVIIIe – XXe siècles), ouvrage collectif sous la direction de Guillaume Bridet, Sarga Moussa et Christian Petr, les cahiers de la SIELEC n° 4, Kailash Éditions, 2006[10]
- François-Jean Lefebvre, Chevalier de la Barre, Voyou de qualité, Le Temps des Cerises, 2007
- To(re)ro, Éditions Atlantica, 2010
- Je suis… Roger Vailland, Jacques André éditeur, 2012
- Corps nu, en collaboration avec Matteo Meschiari, Lacour-Ollé, 2013
- Colloque de l'École normale supérieure sous la direction de Christian Petr (Les Amis de Roger Vailland) et de Guillaume Bridet (ENS Lyon) avec édition ultérieure d’un numéro des Cahiers Roger Vailland aux Éditions Le Temps des cerises, 2013
- Marche (spectacle théâtral) de Serge Barbuscia et Christian Petr, mise en scène de Serge Barbuscia, 2015[11],[12]